# Psammoclema ramosum
Psammoclema ramosum är en svampdjursart som beskrevs av Marshall 1880. Psammoclema ramosum ingår i släktet Psammoclema och familjen Chondropsidae.
Artens utbredningsområde är havet kring Australien. Inga underarter finns listade i Catalogue of Life.